# Під попелом — вогонь
«Під попелом — вогонь» — радянський чорно-білий художній фільм-драма 1967 року, знятий режисером Абдусаломом Рахімовим на кіностудії «Таджикфільм».

## Сюжет
Фільм розповідає про зіткнення з релігійними забобонами в наші дні.

## У ролях
- Тамара Кокова — Кумрі
- Максуд Іматшоєв — Рустам
- Ульмас Аліходжаєв — Сафоєв, вчитель
- Гурген Тонунц — Ходжа Нуріддін
- Софія Туйбаєва — Ходима
- Абдульхайр Касимов — Сангінов
- Мухаммеджан Касимов — Карімов
- Міравзал Міршакаров — Карім
- Ріфкат Рахімов — епізод
- М. Ходжикулов — епізод
- Наїмджон Гіясов— епізод
- Туті Гафарова — епізод
- Шаходат Сіддікова — епізод
- Ф. Умаров — епізод
- Махмуд Тахірі — епізод
- Хайдар Шаймарданов — епізод
- Назім Туляходжаєв — однокласник Рустама

## Знімальна група
- Режисер — Абдусалом Рахімов
- Оператор — Олександр Панасюк
- Композитор — Шарофіддін Сайфіддінов
- Художник — Гурген-Гога Мірзаханов